# Larrousse
La Larrousse è stata una squadra di Formula 1 francese attiva tra il 1987 e 1994, e come costruttore in proprio dal 1993 al 1994, senza ottenere successi.

## Storia

### Telai Lola (1987 - 1991)
Nel novembre 1986 Gérard Larrousse, ex pilota e già direttore sportivo di Renault e Ligier, ed il suo amico Didier Calmels fondarono una nuova scuderia di Formula 1, denominandola Team Larrousse Calmels e prevedendo di prendere parte alla stagione 1987. La sede del team fu fissata ad Antony; la scuderia si accordò con la Lola per la costruzione del telaio, mentre i motori erano forniti dalla Cosworth.

#### 1987
Nonostante lo svantaggio notevole rispetto alle vetture dotate di motore turbo, l'unico pilota del team, Philippe Alliot (al quale fu affiancato, per le ultime tre gare della stagione, Yannick Dalmas) riuscì a segnare tre punti, frutto di tre sesti posti; Dalmas, invece, concluse in quinta posizione l'ultima gara della stagione, disputata in Australia, ma non essendo stato iscritto all'inizio del mondiale non gli furono assegnati punti. Il team chiuse in nona posizione il Campionato Costruttori, giungendo secondo nel Trofeo Colin Chapman dedicato a vetture con motore aspirato.

#### 1988
Il 1988 fu un anno di transizione, nel quale il team, ancora equipaggiato con motori Cosworth, attese l'arrivo, per la stagione successiva, di un motore V12 fornito dalla Lamborghini, insieme al bando dei motori turbo; a settembre fu inoltre ingaggiato come progettista Gérard Ducarouge, proveniente dalla Lotus. Il miglior risultato furono due settimi posti ottenuti da Dalmas; il team chiuse la stagione senza marcare punti.

#### 1989
La stagione 1989 si aprì con uno scandalo, quando Calmels fu arrestato per uxoricidio e dovette abbandonare il team, che quindi fu rinominato semplicemente Larrousse. Il motore Lamborghini, alla sua prima apparizione, si rivelò piuttosto inaffidabile; né Alliot né Dalmas (che fu appiedato dopo sei gare in favore di Éric Bernard e Michele Alboreto) riuscirono ad ottenere risultati di rilievo e da metà stagione in poi la scuderia dovette affrontare le prequalifiche. Alliot conquistò l'unico punto della stagione nel Gran Premio di Spagna; la scuderia chiuse la stagione al 15º posto nel Campionato Costruttori.

#### 1990
Nel 1990 Larrousse cedette il 50% delle quote del team alla giapponese Espo Corporation. La sede del team fu spostata a Signes e furono assunti come piloti Aguri Suzuki ed Éric Bernard, che, con un motore Lamborghini più affidabile della stagione precedente ed una vettura abbastanza competitiva, ottennero diversi piazzamenti a punti; nel Gran Premio del Giappone Suzuki divenne il primo pilota del suo Paese a salire sul podio, conquistando un terzo posto. La Larrousse chiuse il campionato in sesta posizione, con undici punti, ottenendo il miglior risultato della sua storia; tuttavia, i punti della scuderia furono temporaneamente annullati dalla FIA perché il team, seppure in buona fede, aveva iscritto i telai come costruiti autonomamente, mentre erano forniti dalla Lola. Alla fine la Larrousse mantenne il proprio piazzamento in campionato, non dovendo quindi partecipare alle prequalifiche l'anno seguente.

#### 1991
Il 1991 si aprì però all'insegna della confusione: la Espo Corporation si ritirò dal team, che si trovò quindi in una situazione finanziaria molto complicata; abbandonata dalla Lamborghini, che le preferì la Ligier, la scuderia si rivolse alla Hart, disputando la stagione con motori Ford. Suzuki e Bernard conquistarono due soli punti, fallendo spesso la qualificazione nella seconda parte del Campionato; il pilota francese si ruppe anche una gamba in un brutto incidente occorsogli durante le qualifiche del Gran Premio del Giappone. A luglio Larrousse dovette dichiarare bancarotta, vendendo parte del team alla compagnia giapponese Central Park; i contratti con Lola e Hart furono rescissi e nessuno dei due fornitori fu pagato. Anche un tentativo di fusione con l'altrettanto in difficoltà team AGS non andò a buon fine.

### Comproprietà con Venturi (1992)
Al termine della difficile stagione 1991 Larrousse cedette il 65% delle quote del team al costruttore francese di automobili Venturi, concludendo poi un nuovo accordo con la Lamborghini e firmando un contratto con lo studio di progettazione di Robin Herd per la costruzione del telaio; come piloti furono ingaggiati Ukyo Katayama e Bertrand Gachot. Fu un'altra stagione difficile e l'unico punto del team fu conquistato da Gachot nel Gran Premio di Monaco. A fine anno la Venturi uscì dalla proprietà della scuderia, cedendo le proprie quote al gruppo tedesco Comstock, appartenente a Rainer Walldorf; questi, che si chiamava in realtà Klaus Walz ed era ricercato per diversi omicidi, fu poi ucciso in uno scontro a fuoco con la polizia.

### Ultimi anni (1993 - 1994)
Il 1993, ancora con motori Lamborghini e telai costruiti da Herd, fu un anno finanziariamente difficile, nel quale i piloti Philippe Alliot ed Érik Comas fecero segnare tre punti, che permisero al team di conquistare la decima posizione nel Campionato Costruttori.
Nel 1994 a causa dei debiti si dovette passare ai propulsori Ford HB; i pochi punti di quell'ultimo anno di Formula Uno furono ottenuti principalmente per i ritiri altrui, come nel caso del GP di Germania in cui Comas riuscì a entrare nei primi sei per via dei ranghi decimati dalla paurosa ammucchiata avvenuta poco dopo il via. Nonostante la sponsorizzazione della Danone, a fine stagione i debiti della scuderia erano tali che Larrousse dovette far correre piloti paganti, come Jean-Denis Délétraz e Hideki Noda.

### Fallimento e chiusura
In seguito ai problemi economici incontrati dal team, Robin Herd non costruì i telai per la stagione 1995; Larrousse cercò di accordarsi con la DAMS ed un'altra organizzazione francese, lo Junior Team, che aveva tentato inutilmente di iscriversi al Mondiale 1995, ma nessuna di queste trattative andò a buon fine e ad aprile 1995 il team chiuse definitivamente.

## Risultati completi in Formula 1

### Come team
| Anno | Vettura   | Motore            | Gomme | Piloti |  |    |   |     |     |     |     |   |     |    |     |     |   |   |     |     | Punti | Pos. |
| ---- | --------- | ----------------- | ----- | ------ |  | -- | - | --- | --- | --- | --- | - | --- | -- | --- | --- | - | - | --- | --- | ----- | ---- |
| 1987 | Lola LC87 | Ford-Cosworth DFZ | G     | Dalmas |  |    |   |     |     |     |     |   |     |    |     |     |   | 9 | 14  | 5   | 3     | 9º   |
| 1987 | Lola LC87 | Ford-Cosworth DFZ | G     | Alliot |  | 10 | 8 | Rit | Rit | Rit | Rit | 6 | Rit | 12 | Rit | Rit | 6 | 6 | Rit | Rit | 3     | 9º   |

| Anno | Vettura   | Motore            | Gomme | Piloti   |     |    |     |     |    |     |     |    |     |    |     |     |     |    |    |    | Punti | Pos. |
| ---- | --------- | ----------------- | ----- | -------- | --- | -- | --- | --- | -- | --- | --- | -- | --- | -- | --- | --- | --- | -- | -- | -- | ----- | ---- |
| 1988 | Lola LC88 | Ford-Cosworth DFZ | G     | Dalmas   | Rit | 12 | 7   | 9   | NQ | 7   | 13  | 13 | 19  | 9  | Rit | Rit | Rit | 11 |    |    | 0     | -    |
| 1988 | Lola LC88 | Ford-Cosworth DFZ | G     | Suzuki   |     |    |     |     |    |     |     |    |     |    |     |     |     |    | 16 |    | 0     | -    |
| 1988 | Lola LC88 | Ford-Cosworth DFZ | G     | Raphanel |     |    |     |     |    |     |     |    |     |    |     |     |     |    |    | NQ | 0     | -    |
| 1988 | Lola LC88 | Ford-Cosworth DFZ | G     | Alliot   | Rit | 17 | Rit | Rit | 10 | Rit | Rit | 14 | Rit | 12 | 9   | Rit | Rit | 14 | 9  | 10 | 0     | -    |

| Anno | Vettura           | Motore           | Gomme | Piloti   |    |     |     |     |     |     |     |     |     |     |     |     |    |     |     |     | Punti | Pos. |
| ---- | ----------------- | ---------------- | ----- | -------- | -- | --- | --- | --- | --- | --- | --- | --- | --- | --- | --- | --- | -- | --- | --- | --- | ----- | ---- |
| 1989 | Lola LC88B e LC89 | Lamborghini 3512 | G     | Dalmas   | NQ | Rit | NQ  | NQ  | NQ  | NQ  |     |     |     |     |     |     |    |     |     |     | 1     | 16º  |
| 1989 | Lola LC88B e LC89 | Lamborghini 3512 | G     | Bernard  |    |     |     |     |     |     | 11  | Rit |     |     |     |     |    |     |     |     | 1     | 16º  |
| 1989 | Lola LC88B e LC89 | Lamborghini 3512 | G     | Alboreto |    |     |     |     |     |     |     |     | Rit | Rit | Rit | Rit | 11 | NPQ | NQ  | NPQ | 1     | 16º  |
| 1989 | Lola LC88B e LC89 | Lamborghini 3512 | G     | Alliot   | 12 | Rit | Rit | Rit | Rit | Rit | Rit | Rit | Rit | NPQ | 16  | Rit | 9  | 6   | Rit | Rit | 1     | 16º  |

| Anno | Vettura           | Motore           | Gomme | Piloti    |     |     |     |     |    |     |   |   |     |     |     |     |     |     |     |     | Punti | Pos. |
| ---- | ----------------- | ---------------- | ----- | --------- | --- | --- | --- | --- | -- | --- | - | - | --- | --- | --- | --- | --- | --- | --- | --- | ----- | ---- |
| 1990 | Lola LC89B e LC90 | Lamborghini 3512 | G     | Bernard   | 8   | Rit | 13  | 6   | 9  | Rit | 8 | 4 | Rit | 6   | 9   | Rit | Rit | Rit | Rit | Rit | 11    | 6º   |
| 1990 | Lola LC89B e LC90 | Lamborghini 3512 | G     | A. Suzuki | Rit | Rit | Rit | Rit | 12 | Rit | 7 | 6 | Rit | Rit | Rit | Rit | 14  | 6   | 3   | Rit | 11    | 6º   |

| Anno | Vettura   | Motore   | Gomme | Piloti    |     |     |     |     |     |     |     |     |     |     |     |     |     |     |     |    | Punti | Pos. |
| ---- | --------- | -------- | ----- | --------- | --- | --- | --- | --- | --- | --- | --- | --- | --- | --- | --- | --- | --- | --- | --- | -- | ----- | ---- |
| 1991 | Lola LC91 | Ford DFR | G     | Bernard   | Rit | Rit | Rit | 9   | Rit | 6   | Rit | Rit | Rit | Rit | Rit | Rit | NQ  | Rit | NQ  |    | 2     | 11º  |
| 1991 | Lola LC91 | Ford DFR | G     | Gachot    |     |     |     |     |     |     |     |     |     |     |     |     |     |     |     | NQ | 2     | 11º  |
| 1991 | Lola LC91 | Ford DFR | G     | A. Suzuki | 6   | Rit | Rit | Rit | Rit | Rit | Rit | Rit | Rit | Rit | NQ  | NQ  | Rit | NQ  | Rit | NQ | 2     | 11º  |

| Anno | Vettura      | Motore             | Gomme | Piloti   |     |    |     |     |     |     |     |     |     |     |     |    |     |     |     |     | Punti | Pos. |
| ---- | ------------ | ------------------ | ----- | -------- | --- | -- | --- | --- | --- | --- | --- | --- | --- | --- | --- | -- | --- | --- | --- | --- | ----- | ---- |
| 1992 | Venturi LC92 | Lamborghini LE3512 | G     | Gachot   | Rit | 11 | Rit | Rit | Rit | 6   | SQ  | Rit | Rit | 14  | Rit | 18 | Rit | Rit | Rit | Rit | 1     | 12º  |
| 1992 | Venturi LC92 | Lamborghini LE3512 | G     | Katayama | 12  | 12 | 9   | NQ  | Rit | NPQ | Rit | Rit | Rit | Rit | Rit | 17 | 9   | Rit | 11  | Rit | 1     | 12º  |

### Come costruttore
| Anno | Vettura | Motore           | Gomme | Piloti    |     |    |     |     |     |     |     |    |     |     |     |     |   |    |     |    | Punti | Pos. |
| ---- | ------- | ---------------- | ----- | --------- | --- | -- | --- | --- | --- | --- | --- | -- | --- | --- | --- | --- | - | -- | --- | -- | ----- | ---- |
| 1993 | LH93    | Lamborghini 3512 | G     | Alliot    | Rit | 7  | Rit | 5   | Rit | 12  | Rit | 9  | 11  | 12  | 8   | 12  | 9 | 10 |     |    | 3     | 11º  |
| 1993 | LH93    | Lamborghini 3512 | G     | T. Suzuki |     |    |     |     |     |     |     |    |     |     |     |     |   |    | 12  | 14 | 3     | 11º  |
| 1993 | LH93    | Lamborghini 3512 | G     | Comas     | Rit | 10 | 9   | Rit | 9   | Rit | 8   | 16 | Rit | Rit | Rit | Rit | 6 | 11 | Rit | 12 | 3     | 11º  |

| Anno | Vettura | Motore      | Gomme | Piloti   |     |     |     |    |     |     |     |     |   |   |     |     |     |     |     |     | Punti | Pos. |
| ---- | ------- | ----------- | ----- | -------- | --- | --- | --- | -- | --- | --- | --- | --- | - | - | --- | --- | --- | --- | --- | --- | ----- | ---- |
| 1994 | LH94    | Ford HBF7/8 | G     | Beretta  | Rit | Rit | Rit | 8  | Rit | Rit | Rit | 14  | 7 | 9 |     |     |     |     |     |     | 2     | 11º  |
| 1994 | LH94    | Ford HBF7/8 | G     | Alliot   |     |     |     |    |     |     |     |     |   |   | Rit |     |     |     |     |     | 2     | 11º  |
| 1994 | LH94    | Ford HBF7/8 | G     | Dalmas   |     |     |     |    |     |     |     |     |   |   |     | Rit | 14  |     |     |     | 2     | 11º  |
| 1994 | LH94    | Ford HBF7/8 | G     | Noda     |     |     |     |    |     |     |     |     |   |   |     |     |     | Rit | Rit | Rit | 2     | 11º  |
| 1994 | LH94    | Ford HBF7/8 | G     | Comas    | 9   | 6   | Rit | 10 | Rit | Rit | 11  | Rit | 6 | 8 | Rit | 8   | Rit | Rit | 9   |     | 2     | 11º  |
| 1994 | LH94    | Ford HBF7/8 | G     | Délétraz |     |     |     |    |     |     |     |     |   |   |     |     |     |     |     | Rit | 2     | 11º  |

| Legenda | 1º posto     | 2º posto | 3º posto    | A punti         | Senza punti/Non class.  | Grassetto – Pole position Corsivo – Giro più veloce |
| Legenda | Squalificato | Ritirato | Non partito | Non qualificato | Solo prove/Terzo pilota | Grassetto – Pole position Corsivo – Giro più veloce |